# فيكتور بونداريف
فيكتور نيكولايفيتش بونداريف (بالروسية:Виктор Николаевич Бондарев؛ من مواليد 7 ديسمبر 1959) هو عقيد عام وقائد سابق للقوات الجوفضائية الروسية (1 أغسطس 2015 – 26 سبتمبر 2017)، والقائد العام السابق لفرع القوات الجوية للقوات الجوفضائية (6 (مايو 2012 – 1 أغسطس 2015).  وقد حل محل ألكسندر زيلين، الذي تم فصله من الجيش في 27 أبريل 2012.